# День добрый, улыбка
«День добрый, улыбка» — французский кинофильм, дебютная работа Клода Соте.

## Сюжет
В королевстве Монте-Марино живёт принцесса-несмеяна Алина. Влюблённый в неё рыцарь Эрсени хочет жениться на ней, но брак возможен только с тем, кто сможет рассмешить принцессу. Для этого со всего королевства приглашают известных комедиантов…